# Nefridijum
Nefridijum (množina nefridija) je beskičmenjački organ koji se javljaju parovima i vrši funkciju sličnu bubrezima kičmenjaka. Nefridije uklanjaju metabolički otpad iz tela životinja. One su prisutne u mnogi različitim vrstama beskičmenjaka. Postoje dva osnovna tipa, metanefridija i protonefridija, kao i niz drugih tipova.

## Metanefridija
Metanefridijum (meta = "nakon") je tip ekskretororne žlezde prisutne u mnogim tipovima beskičmenjaka kao što su člankoviti crvi, zglavkari i mekušci.

## Protonefridija
Protonefridijum (proto = "prvo") je mreža bezizlaznih cevčica, koja se javlja kod redova Platyhelminthes, Nemertea i Rotifera. Protonefridije su cevasti organi koji počinju plamenom ćelijom.

## Spoljašnje veze
- http://www.biology.ualberta.ca/courses.hp/zool250/animations/Excretion.swf
- Baeumler N., Haszprunar G. & Ruthensteiner B. (2012).. „Development of the excretory system in a polyplacophoran mollusc: stages in metanephridial system developmen”. Frontiers in Zoology. 9: 23. doi:10.1186/1742-9994-9-23.. .